# Trichiusa rigida
Trichiusa rigida är en skalbaggsart som beskrevs av Thomas Casey 1906. Trichiusa rigida ingår i släktet Trichiusa och familjen kortvingar. Inga underarter finns listade i Catalogue of Life.